# Matti Eronen
Matti Juhani Eronen, född 14 januari 1944 i Sonkajärvi, död 8 juli 2016, var en finländsk geolog.
Eronen blev filosofie doktor 1975. Han innehade på 1970- och 80-talen olika befattningar vid flera inhemska universitet och utsågs 1995 till professor i geologi och paleontologi vid Helsingfors universitet. Han forskade i efteristida förändringar i havsnivån, landhöjning, växtlighetens utveckling, dendrokronologi och klimatförändringar.
Bland Eronens arbeten märks The history of the Littorina Sea and associated Holocene events (1974) och Jääkausien jäljillä (1991). 